# Marasmius caperatus
Marasmius caperatus är en svampart som beskrevs av Berk. 1851. Marasmius caperatus ingår i släktet Marasmius och familjen Marasmiaceae.   Inga underarter finns listade i Catalogue of Life.